# Réfléctomètre six-port

## Introduction
Depuis leur introduction dans les années 1960, les analyseurs de réseaux hétérodynes demeurent les outils de référence pour la mesure hyperfréquence des propriétés des matériaux et des circuits,, . Cependant, leur complexité, leur sophistication, leur encombrement ou encore leur cout les cantonnent souvent à un environnement de laboratoire. On peut noter néanmoins que les fabricants d’analyseurs de réseaux ont développé et mis sur le marché des systèmes de mesure compacts pour faciliter leur pénétration dans un contexte industriel ,. 

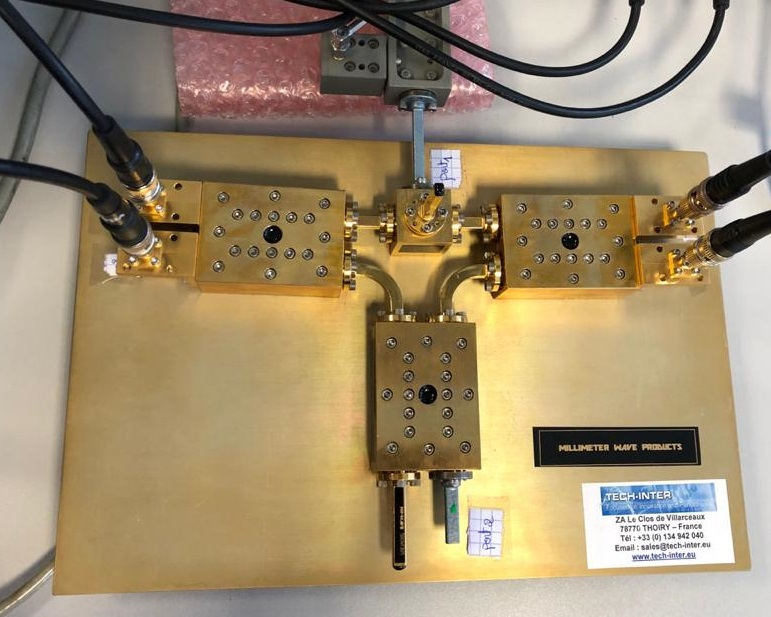
Photographie du guide d'ondes WR15 à six ports IQ démodulateur.

Parmi les alternatives à l’architecture hétérodyne des analyseurs de réseaux commerciaux, la technique six-port a connu un succès croissant dans les laboratoires de recherche académiques et de normalisation .   
Depuis son introduction par G. F. Engen dans les années 1960, cette technique investit aujourd’hui un grand nombre de domaines scientifiques . Cet essor s’explique largement par la simplicité des systémes développés pour la mise en œuvre de ce type de procédé ,,. Un des freins à la large diffusion de cette méthode de mesure était en grande partie lié au traitement associé au système de mesure. En effet, les techniques de calibrage sont longtemps apparues comme complexes, nécessitant des puissances et des temps de calculs élevés. Aujourd’hui, compte tenu des moyens de calculs disponibles, cette restriction est largement levée.

## Principe de fonctionnement
Quelle que soit la vue du récepteur à six ports choisie, la configuration de détection ou de communication sans fil, le principe de base est le même. Après avoir traité deux signaux dans le domaine des radiofréquences, les résultats sont convertis en bande de base. La structure à six ports comporte deux ports d'entrée et quatre ports de sortie, soit six ports. Le traitement s'effectue par une superposition des deux signaux d'entrée avec quatre phases relatives différentes. Si la puissance des signaux d'entrée est similaire, une interaction constructive ou destructive a lieu, en fonction de la différence de phase et des amplitudes résultantes, respectivement.
Dans le cas d'une superposition en phase, l'amplitude de sortie sera plus grande ; dans le cas d'une superposition en opposition de phase, une atténuation sera observée. Si une seule superposition est effectuée, les résultats seront ambigus. En décalant les phases relatives sur quatre angles différents, des équations supplémentaires seront obtenues pour résoudre l'ambiguïté. Pour l'architecture à six ports, la phase totale d'une période pleine onde (w52p) est divisée en quatre parties décalées de π/2, respectivement. Par conséquent, les différences de phase relatives entre les deux signaux d'entrée sont 0, π/2, π et 3π/2. Pour les fréquences micro-ondes, ces déphasages sont généralement réalisés par des coupleurs.

## Avantages
Le plus grand avantage du réflectomètre six-ports est probablement sa structure simple. Alors que les analyseurs de réseau traditionnels nécessitent des composants de haute qualité pour la conversion de fréquence et la détection de phase, un réflectomètre-six ports consiste simplement en un circuit linéaire passif combiné à quelques détecteurs de puissance. Cela le rend en principe beaucoup moins cher que les analyseurs de réseau traditionnels.
Un autre avantage est important pour les laboratoires de métrologie : Comme la mesure avec un réflectomètre-six ports contient une certaine redondance (trois des amplitudes mesurées déterminent la quatrième jusqu'à un choix entre deux valeurs possibles), il est possible de donner une estimation de la précision de chaque mesure.
Un réflectomètre-six ports est également très utile pour mesurer le comportement d'un circuit sous des signaux de forte puissance. En effet, dans un réflectomètre-six ports, seule l'amplitude (ou la puissance) des signaux doit être mesurée. Pour les signaux de forte puissance, les dispositifs de mesure de puissance sont beaucoup plus faciles à concevoir que les circuits utilisés dans les analyseurs de réseau traditionnels.

## Inconvénients
Le succès commercial des réflectomètres-six ports a été plutôt limité ; ils sont rarement utilisés en dehors des laboratoires spécialisés, et s'ils le sont, c'est généralement pour des applications très spéciales.
Il y a plusieurs raisons à cela :
- Jusqu'à très récemment, il s'est avéré difficile de développer un réflecomètre-six ports avec une bande passante comparable à celle des analyseurs de réseau traditionnels.
- La procédure de cqlibrqge d'un réflecomètre-six ports a tendance à être plus longue que celle d'un analyseur de réseau traditionnel.
- Comme tous les systèmes homodynes non sélectifs en fréquence, le réflectomètre double à six ports pose des problèmes lors de la mesure de la perte d'insertion, par exemple d'un filtre coupe-bande. Le fait que, contrairement aux analyseurs de réseau hétérodynes traditionnels, les harmoniques de la fréquence du signal ne sont pas éliminés ici, entraîne une plage dynamique fortement réduite pour ce type de mesure.

Les personnes qui veulent mesurer le coefficient de réflexion d'un objet sous test ne sont souvent pas intéressées par l'information de phase mais seulement par l'amplitude. Dans ce cas, il existe des solutions plus simples et moins coûteuses que le réflectomètre-six ports.